# Wojskowa Centrala Handlowa
Wojskowa Centrala Handlowa – polskie przedsiębiorstwo państwowe działające w okresie PRL. 

## Historia
Centrala rozpoczęła działalność 31 grudnia 1949 na podstawie zarządzenia Ministra Obrony Narodowej z dnia 19 grudnia 1949. Zarządzeniem z 9 stycznia 1950 minister nadał centrali statut. 
Przedmiotem działalności przedsiębiorstwa było prowadzenie zamkniętej sieci sklepów i detalicznych kantyn dla żołnierzy  oraz zakładów usługowych, celem zaspokojenia potrzeb konsumentów wojskowych.
W 1990 roku Wojskowa Centrala Handlowa została przekształcona w Wojskowe Przedsiębiorstwo Handlowe.